# Isa ibn Salman Al Chalifa
Isa ibn Salman Al Chalifa, arab. عيسى بن سلمان آل خليفة (ur. 3 czerwca 1933 w Al-Dżasrze, zm. 6 marca 1999 w Manamie) – emir Bahrajnu od 1961. Podczas jego rządów, 16 sierpnia 1971, Bahrajn uzyskał niepodległość od Wielkiej Brytanii.

## Odznaczenia
- Wielki Mistrz Orderu Al Chalifa (Bahrajn)
- Order Al Chalifijja I klasy (Bahrajn)
- Order An-Nahajjana I klasy (Abu Zabi)
- Wielka Wstęga z Łańcuchem Orderu Nilu (Egipt)
- Krzyż Wielki Legii Honorowej (Francja)[1]
- Łańcuch Orderu Izabeli Katolickiej (Hiszpania)
- Członek Orderu Dwóch Rzek I klasy (Irak)
- Wielki Łańcuch Orderu Domowego Pahlawich (Iran)
- Order Al-Husajna Ibn Alego (Jordania)
- Wielka Wstęga Orderu Odrodzenia (Jordania)
- Łańcuch Orderu Niepodległości (Katar)
- Łańcuch Orderu Mubaraka Wielkiego (Kuwejt)
- Wielka Wstęga Orderu Narodowego Cedru (Liban)
- Stopień Specjalny Krzyża Wielkiego Orderu Zasługi Republiki Federalnej Niemiec
- Członek Cywilnego Orderu Omanu I klasy (Oman)
- Krzyż Wielki Orderu Dobrej Nadziei (RPA)[2]
- Wielka Wstęga Orderu Umajjadów (Syria)
- Wielka Wstęga Orderu Niepodległości (Tunezja)
- Rycerz Krzyża Wielkiego Orderu Łaźni (Wielka Brytania)
- Rycerz Krzyża Wielkiego Orderu św. Michała i św. Jerzego (Wielka Brytania)
- Medal Koronacyjny Królowej Elżbiety II (Wielka Brytania)